# 松館 (八戸市)
松館（まつだて）は、青森県八戸市の町名。36の小字がある。郵便番号031-0815。

## 地理
八戸市役所から南東6.5kmのところに位置する。地内は、新井田川支流の松館川が南北に流れており、その東西は台地である。
北に妙、東、南に三戸郡階上町、西に是川、十日市が隣接する。鉄道の駅は無い。幹線道路は青森県道221号鳥屋部十日市線が通る。松館大慈寺が鎮座している。地内西端部にはうみねこ学園、八戸第二養護学校が立地している。

### 小字
字赤羽根、字赤平、字牛ケ沢、字大清水、字大向、字岡田、字奥沢、字奥沢野場、字籠田、字風張、字上寺地、字在家山谷、字外ケ口、字高屋敷、字田ノ平、字長塚、字寺地、字砥倉、字夏川戸、字古里、字細越、字水野平

## 世帯数と人口
2017年（平成29年）4月30日現在の世帯数と人口は以下の通りである。
| 小字     | 世帯数  | 人口  |
| -------- | ------- | ----- |
| 赤羽根   | 9世帯   | 27人  |
| 赤平     | 2世帯   | 5人   |
| 牛ケ沢   | 3世帯   | 8人   |
| 大清水   | 4世帯   | 12人  |
| 大向     | 5世帯   | 13人  |
| 岡田     | 4世帯   | 6人   |
| 奥沢     | 22世帯  | 60人  |
| 奥沢野場 | 3世帯   | 10人  |
| 籠田     | 10世帯  | 20人  |
| 風張     | 2世帯   | 3人   |
| 上寺地   | 7世帯   | 12人  |
| 在家山谷 | 50世帯  | 50人  |
| 外ケ口   | 16世帯  | 30人  |
| 高屋敷   | 2世帯   | 5人   |
| 田ノ平   | 47世帯  | 47人  |
| 長塚     | 7世帯   | 19人  |
| 寺地     | 14世帯  | 30人  |
| 砥倉     | 1世帯   | 5人   |
| 夏川戸   | 5世帯   | 13人  |
| 古里     | 20世帯  | 38人  |
| 細越     | 24世帯  | 52人  |
| 水野平   | 10世帯  | 10人  |
| 門前     | 15世帯  | 31人  |
| 計       | 282世帯 | 506人 |

## 施設

### 教育
- うみねこ学園
- 八戸第二養護学校